# Савченко, Анатолий Михайлович (шашист)
Анато́лий Миха́йлович Са́вченко (24 октября 1982, Волноваха, Донецкая область, УССР — 6 июня 2015, Волноваха) — украинский шашечный композитор, судья по шашечной композиции, журналист. Чемпион Украины по шашечной композиции (дважды в 2013: разделы миниатюры-64 и проблемы-64). Мастер FMJD по шашечной композиции. Участник первого личного чемпионата мира по проблемам в русские шашки 64-PWCP-I (15 место).
Главный судья XI Чемпионата Украины по шашечной композиции (2012).

## Книга
- Савченко А. М. Моя композиция.